# Rolsø Sogn
Rolsø Sogn er et sogn i Syddjurs Provsti (Århus Stift).
I 1800-tallet var Rolsø Sogn anneks til Knebel Sogn. Begge sogne hørte til Mols Herred i Randers Amt. Knebel-Rolsø sognekommune blev ved kommunalreformen i 1970 indlemmet i Ebeltoft Kommune, som ved strukturreformen i 2007 indgik i Syddjurs Kommune.
I Rolsø Sogn ligger Rolsø Kapel eller Rolsø Ødekirke. Kapellet hørte til Rolsø Kirke, der blev revet ned i 1908 efter at Vrinners Kirke var opført i 1907.
I sognet findes følgende autoriserede stednavne:
- Andrup (bebyggelse)
- Bulbjerg (areal)
- Ilbjerg (areal)
- Mortenskær (bebyggelse)
- Rolsø (bebyggelse)
- Skovgårde (bebyggelse)
- Vrinners (bebyggelse, ejerlav)
- Vrinners Hoved (areal)